# Перегудов Дмитро Олександрович
Дмитро Олександрович Перегудов (09.03.1972) — український злочинець-корупціонер часів правління Януковича, колишній підприємець. Кандидат технічних наук. Колишній Генеральний директор «Укрспецекспорт», колишній Генеральний директор «Укроборонпром».

## Біографія
Народився в 1972 році в м. Києві. У 1997 році закінчив Київський національний торговельно-економічний університет, у 2002 році заочно закінчив Національний авіаційний університет за спеціальністю «Виробництво, технічне обслуговування, ремонт повітряних суден і двигунів»; кандидат технічних наук (2003).
З 1997 року працював у державній компанії «Укрспецекспорт».
З 2005 року — директор Державної госпрозрахункової зовнішньоторговельної та інвестиційної фірми «Укрінмаш» (дочірня структура «Укрспецекспорту», закупівля і продаж військової та спеціальної продукції Міноборони України, СБУ, МВС, МНС).
З 4 січня 2011 по лютий 2012 рр. — в.о. гендиректора «Укрспецекспорт», змінивши на посаді призначеного головою «Укроборонпрому» Дмитра Саламатіна. У лютому-червні 2012 року, після призначення Дмитра Саламатіна міністром оборони України обіймав посаду голови «Укроборонпрому».
26 червня 2012 року, після призначення генеральним директором «Укроборонпрому» Сергія Громова, знову очолив «Укрспецекспорт», спочатку на посаді в. о. гендиректора, а з грудня 2012 року — на посаді Гендиректора.
12 липня 2013 року був звільнений з посади директора «Укрспецекспорт».

## Розслідування
Діяльність ОПК України під керівництвом на той час міністра оборони України Дмитра Саламатіна викликала сумніви щодо здатності виконання ними ряду значущих для України контрактів. Так, Саламатіна, його заступника Дмитра Перегудова і наступника Сергія Громова пов'язували з провалом півмільярдного контракту на постачання бронетранспортерів для Іраку.
8 листопада 2021 року, Вищий антикорупційний суд України заочно арештовав Дмитра Перегудовова, який переховується від правоохоронців з 2017 року. Разом з ним суд заочно відправив під варту колишнього міністра оборони України Дмитра Саламатіна. Їх обох підозрюють у розтраті понад 23,87 млн $. За версією слідства, Саламатін та Перегудов уклали агентську угоду з офшорною компанією General Dynamics Ltd, яка мала б допомагати в укладанні договорів із Міністерством оборони Казахстану та сприяти їх виконанню. Проте фактично фірма нічого не робила, а кошти за це одержала.

## Сім'я
- Батько — Перегудов Олександр Миколайович — Голова правління - генеральний директор київського заводу «Маяк»[7].